# Lingeard
Lingeard ist eine französische Gemeinde mit 88 Einwohnern (Stand: 1. Januar 2022) im Département Manche in der Region Normandie. Sie gehört zum Arrondissement Avranches und zum Kanton Isigny-le-Buat. Nachbargemeinden sind Saint-Pois im Nordwesten, Saint-Michel-de-Montjoie im Nordosten, Perriers-en-Beauficel im Südosten, Juvigny les Vallées im Süden und Le Mesnil-Gilbert im Südwesten.

## Bevölkerungsentwicklung
| Jahr      | 1962 | 1968 | 1975 | 1982 | 1990 | 1999 | 2008 | 2018 |
| --------- | ---- | ---- | ---- | ---- | ---- | ---- | ---- | ---- |
| Einwohner | 195  | 147  | 121  | 119  | 115  | 86   | 84   | 84   |

## Sehenswürdigkeiten

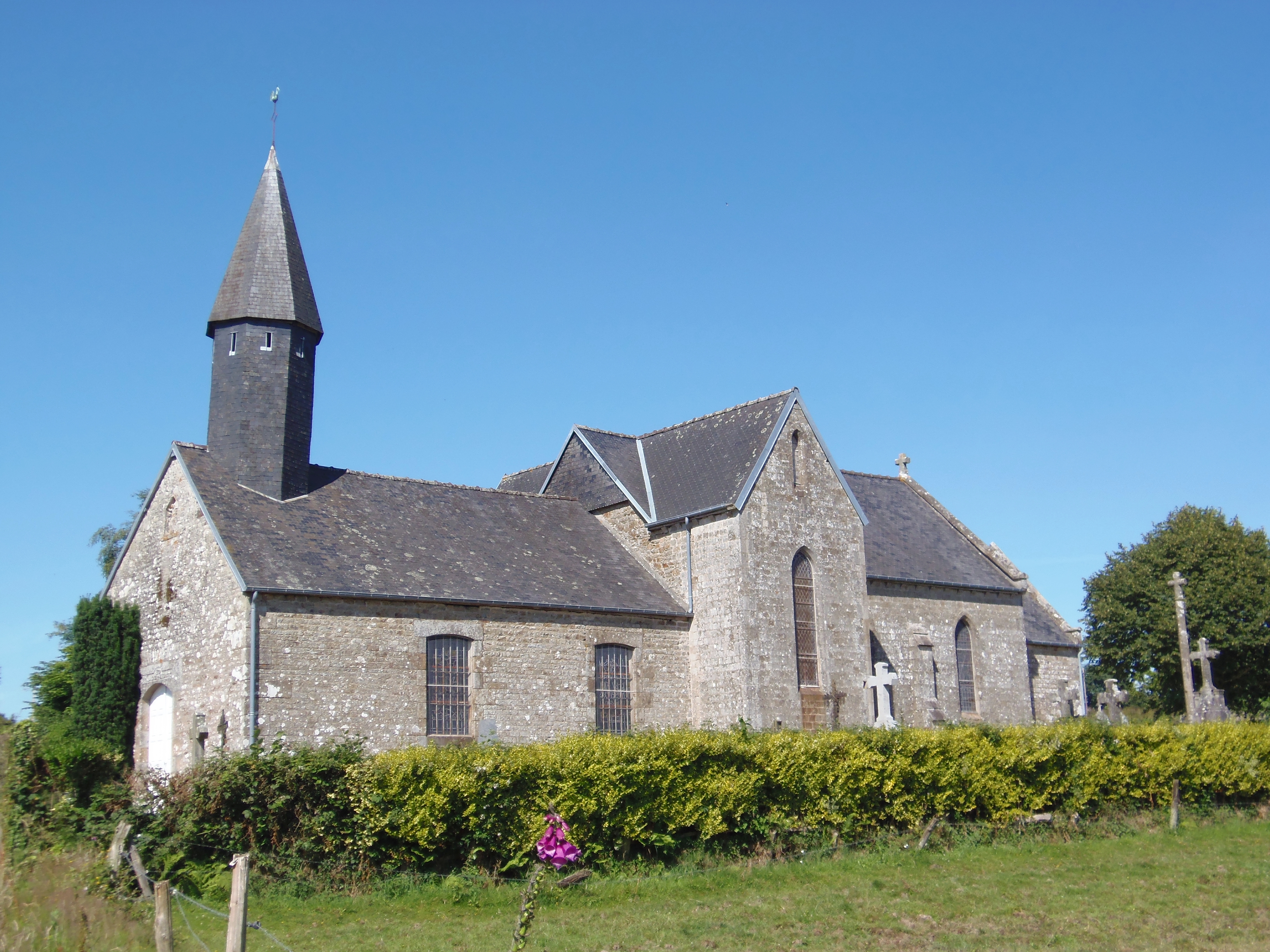
Kirche Saint-Sauveur

- Kriegerdenkmal
- Kirche Saint-Sauveur